# 21 (filme)
21 (bra Quebrando a Banca) é um filme de ação americano de 2008 dirigido por Robert Luketic e estrelado por Jim Sturgess, Kevin Spacey, Laurence Fishburne, Kate Bosworth, Liza Lapira, Jacob Pitts e Aaron Yoo. É inspirado na história verídica dos jovens mais brilhantes dos Estados Unidos - e de como eles ganharam milhões em Las Vegas de acordo como o relatado em Bringing Down the House, livro best-seller de Ben Mezrich.

## Sinopse
Ben Campbell (Jim Sturgess) é um brilhante estudante do M.I.T. (Instituto Tecnológico de Massachusetts). O seu único problema é não ter dinheiro para pagar as contas escolares, mas a solução está onde ele menos esperava: nas cartas. Ele é recrutado para integrar o grupo dos mais talentosos estudantes da escola, que todos os fins-de-semana vão a Las Vegas, com falsas identidades e com as suas mentes brilhantes, são capazes de aumentar em grande escala as probabilidades de ganhar no blackjack.
Além disto, ainda contam com o professor de matemática (e gênio da estatística) Micky Rosa (Kevin Spacey) como líder. A contagem das cartas e um, muito bem definido esquemas de sinais, que permitem à equipa vencer nos grandes cassinos. Seduzido pelo dinheiro e pelo estilo de vida de Vegas, e pela sua inteligente e sexy amiga Jill Taylor (Kate Bosworth), Ben começa a ir até ao limite.
Apesar da contagem da carta não ser ilegal, o risco é cada vez mais elevado e o grande desafio prende-se agora com,não só manter a contagem correcta, mas também enganar o chefe de segurança dos casinos: Cole Williams (Laurence Fishburne).

## Elenco
- Jim Sturgess — Ben Campbell
- Kevin Spacey — Micky Rosa
- Kate Bosworth — Jill Taylor
- Aaron Yoo — Choi
- Liza Lapira — Kianna
- Jacob Pitts — Fisher
- Laurence Fishburne — Cole Williams

## Recepção
Com a pontuação de 36% em base de 165 críticas, o Rotten Tomatoes chegou ao consenso: "21 poderia ter sido um estudo fascinante se não tivesse suplantado a verdadeira história em que se baseia com melodrama banal".